# Maureen Nyatichi Thomas
Maureen Nyatichi Thomas (* 29. Dezember 1997) ist eine kenianische Leichtathletin, die sich auf den Sprint spezialisiert hat.

## Sportliche Laufbahn
Erste internationale Erfahrungen sammelte Maureen Nyatichi Thomas 2014 bei den Commonwealth Games in Glasgow, bei denen sie mit der kenianischen 4-mal-100-Meter-Staffel mit 46,00 s im Vorlauf ausschied. Anschließend nahm sie an den Olympischen Jugendspielen in Nanjing teil und belegte dort in 24,43 s den vierten Platz im 200-Meter-Lauf. Im Jahr darauf belegte sie bei den Juniorenafrikameisterschaften in Addis Abeba in 24,79 s den sechsten Platz über 200 Meter. Im 400-Meter-Lauf nahm sie anschließend erstmals an den Afrikaspielen in Brazzaville teil und schied dort mit 53,11 s im Halbfinale aus. Zudem belegte sie mit der 4-mal-100-Meter-Staffel in 44,75 s Rang vier und gewann mit der 4-mal-400-Meter-Staffel in 3:35,91 min die Silbermedaille hinter Botswana. 2016 erreichte sie bei den Afrikameisterschaften in Durban ebenfalls das Halbfinale über 400 Meter und schied dort mit 53,17 s aus und gewann mit der 4-mal-400-Meter-Staffel in 3:30,21 min die Bronzemedaille hinter Südafrika und Nigeria. Anschließend wurde sie bei den U20-Weltmeisterschaften in Bydgoszcz in 52,09 s Fünfte.  
Bei den IAAF World Relays 2019 in Yokohama belegte sie mit der gemischten Staffel in 3:19,43 min Rang drei und schied mit der 4-mal-400-Meter-Staffel mit 3:31,26 min im Vorlauf aus. Im August nahm sie erneut an den Afrikaspielen in Rabat teil, bei denen sie über 200 Meter mit 24,53 s in der ersten Runde ausschied und mit der 4-mal-100-Meter-Staffel in 45,44 s die Bronzemedaille hinter Nigeria und Südafrika gewann, während sie mit der 4-mal-400-Meter-Staffel in 3:32,93 min als Vierte nur knapp eine Medaille verpasste. 2024 gewann sie bei den Afrikaspielen in Accra in 3:18,03 min gemeinsam mit David Sanayek Kapirante, Kennedy Kimeu Muthoki und Mary Moraa die Bronzemedaille in der Mixed-Staffel hinter den Teams aus Nigeria und Botswana.
2014 wurde Thomas kenianische Meisterin im 200-Meter-Lauf.

## Persönliche Bestzeiten
- 200 Meter: 23,82 s (+1,7 m/s), 1. August 2015 in Nairobi
- 400 Meter: 52,09 s, 21. Juli 2016 in Bydgoszcz